# Iglasjön (Bälinge socken, Västergötland)
Iglasjön är en sjö i Alingsås kommun i Västergötland och ingår i Göta älvs huvudavrinningsområde.